# Harpactea parthica
Harpactea parthica là một loài nhện trong họ Dysderidae.
Loài này thuộc chi Harpactea. Harpactea parthica được miêu tả năm 1980 bởi Brignoli.